# تیم (اوب)
تیم (به لاتین: Tym) یک رود در روسیه است که در استان تومسک واقع شده‌است.